# Christian August von Friesen
Christian August Freiherr zu Friesen (Großenhain, 4 mei 1665 - Belgrado, 24 september 1737) was een Saksisch aristocraat en militair. 
Hij was door zijn familiebanden nauw verbonden met de Pools-Saksische heerser. De zoon van Christian August dem Älteren en Christine (geboren Offenburg) werd na de vroege dood van zijn ouders door de Saksische kanselier Otto Heinrich Freiherr von Friesen opgevoed. Op zijn 25e werd Christian August kapitein in het Saksische leger. Hij vocht in de Grote Noordse Oorlog (1700-1721) en in 1709 onder prins Eugen tegen Lodewijk XIV. Hij werd behalve officier ook hoveling (königlich polnischer und kurfürstlich sächsischer Kammerherr, Obrist des löblichen zweiten Regiments der Garde zu Fuß).
In 1725 werd von Friesen tot generaal-majoor der infanterie benoemd. Als bevelhebber van het Saksische detachement van het Keizerlijke Duitse Rijksleger nam hij deel aan de oorlog tegen Turkije. Na een kort ziekbed stierf Christian August von Friesen in Belgrado.
Christian August von Friesen liet als Kirchpatron van de St. Georg in Rötha een Silbermannorgel bouwen en installeren. In 1736 was generaal von Friesen een van de eerste ridders in de Pools-Saksische Militaire Orde van Sint-Hendrik.